# Emilio Marcos Palma
Emilio Marcos Palma (Fortín Sargento Cabral, Base Esperanza; 7 de enero de 1978) es un ciudadano argentino conocido por ser la primera persona nacida en el continente antártico y, además, su nacimiento es el más austral que se registra en la historia. También es el único hombre de quien se sabe que nació por primera vez en el continente. Por tales motivos, está registrado en el Libro Guinness de récords.

## Biografía
Hijo de los ciudadanos argentinos Jorge Emilio Palma y María Silvia Morello; nació en el Fortín Sargento Cabral, en la base antártica Esperanza, en el extremo norte de la península Antártica. Jorge, su padre, teniente coronel del Ejército Argentino y jefe del destacamento de la base, y su madre, María, embarazada de siete meses, junto con sus tres hijos, fueron trasladados al continente antártico por avión por indicación de la dictadura militar argentina para que la mujer diera a luz el primer ser humano nacido en ese territorio, puesto que Argentina reivindica su soberanía sobre la zona. Por un lado, la madre no tuvo que enfrentarse a los problemas de nutrición en los primeros meses sensibles de su embarazo y el niño, además de ser el primer nativo de la Antártida, sería a la vez ciudadano argentino, como lo eran sus padres. Los últimos meses de embarazo no tuvieron dificultad.
El gobierno argentino también había implementado en 1977 que el personal de relevo de la base Esperanza para el siguiente año lo hiciera acompañado de sus familias para conformar el núcleo poblacional del Fortín Sargento Cabral. Los padres de Emilio llegaron a la base en diciembre de ese año. También viajaron siete niños en edad escolar. Tras su nacimiento, ocurrido a las 8:40 de la mañana, adquirió inmediatamente la nacionalidad de ese país. Pesó 3,4 kilogramos.
Dos médicos clínicos argentinos que los acompañaron desde el primer momento asistieron al parto, pues el ginecólogo y el pediatra del Hospital Militar de Buenos Aires no pudieron llegar debido al mal tiempo reinante en ese momento. Pablo Pérez, jefe del Registro Civil N° 2506 de la Base Esperanza, subscribió el Acta N.º 1 del Libro de Nacimientos, expediendo el correspondiente Documento Nacional de Identidad número 26.185.401.
Emilio Marcos Palma es ciudadano argentino, en virtud del concepto jurídico romano de jus sanguinis, ya que el concepto jurídico romano de jus soli no se aplica a la Antártida, en virtud del Tratado Antártico. El Reino Unido, que reclama el área como parte del Territorio Antártico Británico, expresó que Palma tenía derecho a reclamar ciudadanía británica bajo los términos de la ley de nacionalidad de los territorios británicos de ultramar. Ni él ni sus padres presentaron una solicitud.
Palma ha recibido cartas de presidentes de varios países e invitaciones para participar cada década de las reuniones del Tratado Antártico, a las que nunca ha ido. Actualmente es analista de sistemas y vive en Buenos Aires.

## Otros antárticos
Solveig Gunbjörg Jacobsen, nacida en 1913 en Grytviken, puerto en la costa norte de la isla Georgia del Sur, es a veces considerada como la primera persona nacida en la Antártida, ya que la isla está al sur de la Convergencia Antártica.
Marisa de las Nieves Delgado fue la primera niña antártica, nacida en la Base Esperanza el 27 de mayo de 1978, hija de Juana Paula Benítez de Delgado y el sargento cocinero Néstor Antonio Delgado. Marisa fue pareja de Emilio. Para 1980 habían nacido seis niños más en la base: Rubén Eduardo de Carli (21 de septiembre de 1979), Francisco Javier Sosa (11 de octubre de 1979), Silvina Analía Arnouil (14 de enero de 1980), José Manuel Valladares Solís (24 de enero de 1980), Lucas Daniel Posse (4 de febrero de 1980) y María Sol Cosenza (3 de mayo de 1983).
El gobierno de Chile, que reclama la soberanía del mismo territorio, seis años más tarde también envió a ciudadanos chilenos para tener su propio «bebé antártico». El 21 de noviembre de 1984, Juan Pablo Camacho nació en la Base Presidente Eduardo Frei Montalva, convirtiéndose así en el primer chileno oriundo de la Antártida y a diferencia de Emilio, fue el primero en ser concebido en el mismo continente. Luego nacieron otros dos antárticos chilenos, Gisella Cortés Rojas, nacida el 2 de diciembre de 1984, y el último de ellos, Ignacio Alfonso Miranda Lagunas, nacido el 23 de enero de 1985, que hasta el momento es el nacimiento antártico más reciente.